# Первомайский (Упоровский район)
Первомайский — посёлок в Упоровском районе Тюменской области России. Входит в состав Емуртлинского сельского поселения.

## География
Посёлок находится на юго-западе Тюменской области, в пределах юго-западной части Западно-Сибирской низменности, в лесостепной зоне. Расположен на истоке речки Скакунка, левого притока реки Емуртла. Расстояние до села Емуртла,16 км, районного центра села Упорово 40 км, города Заводоуковска 85 км, областного центра города Тюмени 179 км. 

### Климат
Климат континентальный с холодной продолжительной зимой и тёплым относительно коротким летом. Средняя температура воздуха самого холодного месяца (января) — −18,7 °C (абсолютный минимум — −47,3 °C); самого тёплого месяца (июля) — 18 °C (абсолютный максимум — 38,4 °С). Безморозный период длится в среднем 111 дней. Среднегодовое количество атмосферных осадков составляет 181—469 мм, из которых 70 % выпадает в тёплый период. Продолжительность залегания снежного покрова составляет в среднем 164 дня.

### Часовой пояс
Посёлок Первомайский, как и вся Тюменская область, находится в часовой зоне МСК+2. Смещение применяемого времени относительно UTC составляет +5:00.

## История
Посёлок основан в 1926 году во времена коллективизации, назван в честь праздника 1-е Мая.  
30 марта 1928 году в п. Первомайском Емуртлинским РИК зарегистрировано товарищество ТОЗ (товарищество по обработке земли) «Первомайское». 
В 1929 году ТОЗ «Первомайский» вошло в состав зерносовхоза «Новозаимский", с 1934 года в составе ЗСХ «Емуртлинский», как 2-е отделение совхоза, с 1937 года в ЗСХ «Новозаимский», с 1941 года в ЗСХ «Емуртлинский». 
С 1928 года в составе Емуртлинского сельского совета Емуртлинского района, с 1 января 1942 года Упоровского района. 

## Население
| 1989. | 2002 | 2010 | 2021 |
| 117   | 112  | 96   | 47   |

| 2010 |
| ---- |
| 96   |

## Инфраструктура
В поселке 1 улица: Первомайская.